# Bernáth László
Bernáth László (Budapest, 1930. június 24. – 2016. november 24.) magyar újságíró, filmkritikus.

## Életpályája
Bernáth Sámuel (1896–1944) terménykereskedő és Seiden Malvina (1896–1978) fiaként született. 1944–1945 között Auschwitzba, majd Mühldorfba deportálták. Apja a holokauszt áldozata lett.
1949–1951 között a Korányi Tüdőszanatóriumban a betegek kulturális felelőse volt. 1951–1954 között katona volt. 1954–1959 között az ELTE Bölcsészettudományi Karon (ELTE BTK) újságírást tanult. 1957-től az Esti Hírlap gyakornoka, később munkatársa és rovatvezető-helyettese, 1976–1989 között a kulturális rovat vezetője volt, 1989–1991 között főszerkesztő-helyettese volt. 1991–1996 között nyugdíjas volt. 1994-től a MÚOSZ elnökségi tagja. 1996-tól ismét az Esti Hírlap főszerkesztője volt.

## Magánélete
1960-ban házasságot kötött Mészáros Natáliával. Egy lányuk született: Beáta (1962).

## Művei
- Iskolák, tanárok, diákok (Dersi Tamással, 1965)
- A magyar rajzfilm két évtizede (1980)
- ...und ich grüse die Schwalben (1985)
- Műfajismeret (szerkesztette, 1994)
- Tanuljunk könnyen, gyorsan újságot írni! (1996)
- Tanuljunk könnyen, gyorsan nyilatkozni! (2001)
- Bevezetés az újságírásba (2002)
- Új műfajismeret (szerkesztette, 2003)
- A fehér csík rejtélye. Eltüntetett történelem; Coldwell Könyvek, Budapest, 2003
- Időmozaik. Dokumentumregény; Coldwell Könyvek, Budapest, 2005
- Bevezetés a műfajismeretbe (szerkesztette, 2008)
- Volt egyszer egy Esti Hírlap; Dialóg Campus, Budapest–Pécs, 2009 (Dialóg Campus szakkönyvek)
- Beszélgetés a halott apámmal; Coldwell, Budapest, 2014

## Díjai, elismerései
- Rózsa Ferenc-díj (1983)
- a Szabad Sajtó Alapítvány díja (1997)
- Radnóti Miklós antirasszista díj (2001)
- Aranytoll (2015)

## Érdekesség
Bernáth László volt a vezér ősember a Jakucs László által szervezett faggyúfáklyás expedícióban, amelyet a Baradla-barlangban hajtottak végre 1960-ban. Nem járt még a barlangban és ez is számított a kísérletnél.